# Salem (Virginie-Occidentale)
Pour les articles homonymes, voir Salem.
Salem est une ville américaine située dans le comté de Harrison, État de Virginie-Occidentale. Selon le recensement de 2010, sa population s’élève à 1 586 habitants. La municipalité s'étend sur 1,34 milles carrés (3,47 km2), soit une densité de 457  hab/km².
L'université Internationale de Salem y est située.
D'abord appelée New Salem, la ville doit son nom à Salem dans le New Jersey, d'où étaient originaires ses premiers habitants.